# Tuesday's Child
Tuesday's Child è il secondo album della cantante adult contemporary canadese Amanda Marshall, pubblicato il 21 maggio 1999 dall'etichetta discografica Epic.
L'album è stato promosso dai singoli Believe in You, Love Lift Me, If I Didn't Have You, Shades of Gray e Why Don't You Love Me?. È stato prodotto da Eric Bazilian, Don Was, Kevin Shirley e la stessa Amanda Marshall, che ha partecipato anche alla scrittura dei testi.

## Tracce
CD (Epic 493143 2 (Sony) / EAN 5099749314320)
1. Believe in You – 4:29 (Eric Bazilian, Amanda Marshall)
2. Love Lift Me – 3:47 (John Bettis, Matt Cantor, Eric Bazilian, Amanda Marshall)
3. Why Don't You Love Me? – 4:10 (Desmond Child, Eric Bazilian, Amanda Marshall)
4. Too Little, Too Late – 4:37 (Eric Bazilian, Amanda Marshall)
5. If I Didn't Have You – 5:31 (Eric Bazilian, Amanda Marshall)
6. Ride – 4:28 (Desmond Child, Eric Bazilian, Amanda Marshall)
7. Right Here All Along – 5:11 (Carole King, Amanda Marshall)
8. Wishful Thinking – 4:40 (Matt Cantor, Maia Sharp)
9. Shades of Grey – 5:01 (Eric Bazilian, Amanda Marshall)
10. Give Up Giving In – 4:47 (Eric Bazilian, Amanda Marshall)
11. Best of Me – 4:25 (Eric Bazilian, Amanda Marshall)
12. Never Said Goodbye – 6:22 (Eric Bazilian, Amanda Marshall)
13. Out of Bounds – 3:54 (Amanda Marshall, Marti Frederiksen)

Durata totale: 61:22

## Classifiche
| Classifica (1999) | Posizione raggiunta |
| ----------------- | ------------------- |
| Canada            | 19                  |
| Svizzera          | 19                  |
| Austria           | 25                  |
| Paesi Bassi       | 62                  |